# Frank Vandenbroucke (wielrenner)
Frank Vandenbroucke (Moeskroen, 6 november 1974 – Saly, 12 oktober 2009) was een Belgisch wielrenner.

## Loopbaan

### Opkomst
Frank Vandenbroucke, kortweg VDB, begon op jonge leeftijd met atletiek. Als 15-jarige nam hij een wielerlicentie van de KBWB en twee jaar later werd hij Belgisch kampioen bij de nieuwelingen.
In 1994 werd Vandenbroucke professional bij de Lottoploeg, die op dat moment werd geleid door zijn oom, voormalig wielrenner Jean-Luc Vandenbroucke. VDB gold op dat moment als de grootste Belgische belofte op wielergebied.

### Successen
Van 1995 tot 1999 was Vandenbroucke zeer succesvol. Bij de Belgische Mapei-wielerploeg won hij onder andere de Ronde van de Middellandse Zee, de Scheldeprijs, Gent-Wevelgem, de Ronde van Galicië en Parijs-Nice. Ook won hij etappes in de Ronde van Oostenrijk en de Ronde van Luxemburg. In 1999 ging hij naar het Franse Cofidis en had daar zijn succesvolste jaar in zijn loopbaan. Hij won Luik-Bastenaken-Luik, de Omloop Het Volk en twee etappes in de Ronde van Spanje, waar hij ook het puntenklassement won. Op het wereldkampioenschap eindigde hij als een van de favorieten op de zevende plaats, ondanks een valpartij in het begin van de wedstrijd.

### In opspraak
In 1999 raakte hij in een dopingzaak verwikkeld: zijn soigneur Bernard Sainz, in het wielermilieu beter gekend als “dokter Mabuse”, werd ervan verdacht in doping te handelen. Vandenbroucke werd enkel opgeroepen als getuige. In het najaar behaalde hij de absolute spraakmakers van zijn loopbaan. De overwinningen in de Vuelta waren typerend voor de klasse van VDB. Daarna heeft hij nooit meer zijn oude niveau weten te bereiken. Een verklaring die vaak gegeven wordt, is dat de stress van het favoriet-zijn hem te veel werd. In 2000 moest hij weg bij Cofidis en vanaf dan reed hij elk jaar bij een andere ploeg.
Begin 2002 werd bij een huiszoeking doping aangetroffen bij Vandenbroucke; hijzelf testte echter negatief. Vanwege het bezit van doping werd hij wel geschorst. Het parket van Dendermonde wilde Vandenbroucke echter ook strafrechtelijk vervolgen. De verdediging van Vandenbroucke beriep zich op het principe dat men niet tweemaal mag worden gestraft voor dezelfde feiten (ne bis in idem). In eerste aanleg kreeg Vandenbroucke toch een werkstraf van 200 uur. In beroep werd dit zelfs een zware geldboete van € 250.000. Vandenbroucke ging echter in cassatie en het arrest werd herzien. Begin 2007 werd Vandenbroucke vrijgesproken door het hof van beroep in Brussel, maar het parket-generaal tekende op zijn beurt cassatie aan.

### Comeback
Zijn ploeg Domo-Farm Frites hield vertrouwen in Vandenbroucke en gaf hem een tweede kans. Hij reed in 2002 nog een redelijk naseizoen.
In 2003 had hij bij Quick-Step nog een geslaagd jaar met een tweede plaats in de Ronde van Vlaanderen en deelname aan de Vuelta als hoogtepunten. Aan het einde van het seizoen, na afgenomen prestaties, had de ploeg geen vertrouwen meer in hem en hij ging naar Fassa Bortolo.

### Nadagen carrière
Hierna was hij langere tijd actief voor de MrBookmaker-wielerploeg (later Unibet.com). In juli 2006 werd hij, na het maandenlange uitblijven van degelijke prestaties en verscheidene ultimatums, ontslagen door de ploegleiding van Unibet.com.
Eind augustus 2006 werd de voormalige topwielrenner betrapt, toen hij onder een valse naam deelnam aan een juniorenwedstrijd in Noord-Italië. Het ging om een amateurwedstrijd bij de Italiaanse wielerbond Udace, een wielerbond die los staat van de officiële Italiaanse wielerfederatie en het Italiaans Olympisch Comité. Vandenbroucke was ingeschreven als Francesco Del Ponte en op de vergunning stond een foto van wereldkampioen Tom Boonen. Vandenbroucke ontkende zelf die foto afgegeven te hebben en zei dat de naam foutief was. Dit voorval leverde hem echter weer genoeg publiciteit op om een nieuwe ploeg te vinden: Acqua & Sapone lijfde hem in. Het voorjaar van 2007 bleef Vandenbroucke echter aan de kant wegens een operatie aan de knie.
Op sportief vlak wisselde Vandenbroucke in het jaar 2009 weer van team: hij trok naar de continentale ploeg Cinelli-Down Under met oud-wielrenner en boezemvriend Nico Mattan als ploegleider. Het begin van het seizoen was nog moeizaam voor VDB, maar hij zorgde voor een enorme verrassing door de proloog van de Boucle de l'Artois te winnen, zijn eerste zege in negen jaar. Hij werd uiteindelijk ook nog derde in de eindstand. In augustus weigerde hij nog langer een truitje van zijn ploeg te dragen. Naar eigen zeggen werd hij niet meer betaald. Hij slaagde er niet in om voor 2010 een nieuwe ploeg te vinden.

### Status
Ondanks alle problemen was VDB ongekend populair in België (vooral in Vlaanderen). Hij bleef een van de renners die het meest aangemoedigd werd. Vooral zijn overwinningen in Luik-Bastenaken-Luik en de eerste van twee etappeoverwinningen in de Vuelta hebben hieraan bijgedragen. In het buitenland, met uitzondering van Spanje, had hij die status minder en werd hij gezien als een probleemgeval.

## Privéproblemen
Sinds het begin van de dopingaffaire in 1999 ging het met de wielercarrière van Vandenbroucke steeds bergaf. Ook privé kende Vandenbroucke veel problemen. Depressies en druggebruik leken Vandenbroucke fataal te zullen worden.
In 1999 verbrak hij zijn verloving met Clothilde. Later werd hij verliefd op het Italiaans model Sarah Pinacci, met wie hij in 2000 trouwde.
In 2000 werd hij tweemaal betrapt achter het stuur met te veel alcohol op. Een dieptepunt in Vandenbrouckes leven was 26 juli 2004, toen een ruzie met zijn vrouw Sarah Pinacci uitliep op een zelfmoordpoging. Het stel ging later uit elkaar.
Op 6 juni 2007 werd Vandenbroucke opgenomen in een Italiaans ziekenhuis na een zelfmoordpoging door inname van een overdosis geneesmiddelen. Hij werd opgenomen in de afdeling intensieve zorg en zijn toestand zou volgens de artsen ernstig zijn. In de avond van 7 juni 2007 werd gemeld dat hij buiten levensgevaar was.
Op 24 juni 2007 werd Vandenbroucke na een nieuwe zenuwinzinking gedwongen opgenomen in het psychiatrisch centrum Heilig Hart in Ieper omdat hij een gevaar voor zichzelf en voor zijn omgeving vormde. De vrederechter moest beslissen over een verlenging van de collocatie. Deze oordeelde dat verdere opname niet meer nodig was.
Begin april 2008 werd bekend dat Vandenbroucke begin dat jaar cocaïne gekocht had; het ging over een kleine dosis voor eigen gebruik en hij zou zelf geen cocaïne doorverkocht hebben. Hij kreeg geen sportieve sanctie omdat hij geen drugs gebruikte tijdens wedstrijden.

## Overlijden

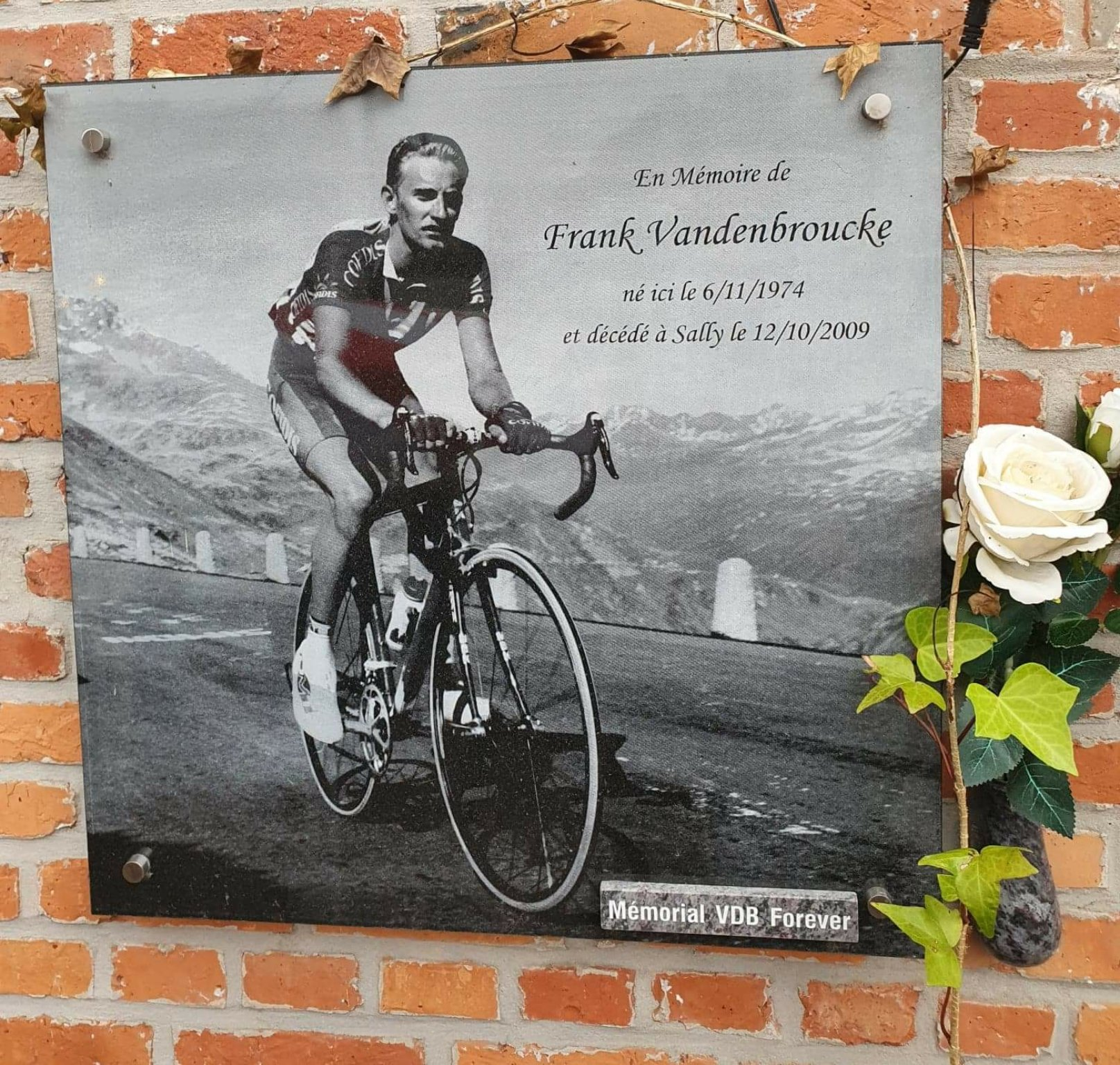
Memorial VDB Forever - gedenkplaat in Ploegsteert.

Op 12 oktober 2009 overleed Vandenbroucke tijdens zijn vakantie in Senegal onverwacht aan een longembolie. Hij verbleef in Saly en was samen met wielrenner Fabio Polazzi op vakantie. Hij overleed in herberg La Maison Bleue op drie kilometer van zijn hotel. Hij was die nacht in gezelschap van een Senegalese prostituee geweest, die hij de vorige avond had ontmoet. De vrouw werd samen met twee Senegalese mannen aangehouden. Zij had de spullen van VDB gestolen en de mannen werden verdacht van heling. De vrouw verklaarde dat Vandenbroucke nog in leven was toen zij hem verliet.
Frank Vandenbroucke ligt begraven op het kerkhof van Ploegsteert.
Sinds 2010 wordt er in juni de "Memorial VDB Forever" georganiseerd om Vandenbroucke te eren: een fietstocht in Ploegsteert door zijn vrienden en familie.
In 2025 werd een muurschildering te zijner ere aangebracht aan café Berghof in Steenhuize-Wijnhuize, waar hij de laatste twee jaar van zijn leven verbleef.

## Palmares

### Overwinningen
1990
- Belgisch kampioen op de baan, Puntenkoers, Nieuwelingen

1991
- Belgisch kampioen op de weg, Nieuwelingen
- Belgisch kampioen op de baan, Achtervolging, Nieuwelingen
- Belgisch kampioen op de baan, Puntenkoers, Nieuwelingen

1992
- Belgisch kampioen op de weg, Junioren
- Belgisch kampioen op de baan, Ploegkoers, Junioren

1993
- Belgisch kampioen op de baan, Ploegkoers, Amateurs
- Seraing-Aachen-Seraing

1994
- 6e etappe Ronde van de Middellandse Zee

1995
- GP Cholet-Pays de la Loire
- 1e etappe Ronde van Luxemburg
- Zomergem-Adinkerke
- Parijs-Brussel

1996
- 6e etappe en eindklassement Ronde van de Middellandse Zee
- Trofeo Laigueglia
- Scheldeprijs
- Proloog, 3e, 6e en 8e etappe en eindklassement Ronde van Oostenrijk
- Proloog, 2e en 5e etappe Ronde van het Waalse Gewest
- GP Plouay
- Binche-Doornik-Binche

1997
- Ronde van Keulen
- 2e, 4e en 8e etappe Ronde van Oostenrijk
- 4e etappe (tijdrit) en eindklassement Ronde van Luxemburg
- Criterium van Aalst
- Trofeo Matteotti

1998
- Proloog, 4e etappe en eindklassement Parijs-Nice
- Gent-Wevelgem
- Prueba Villafranca de Ordizia
- 3e en 6e etappe en eindklassement Ronde van het Waalse Gewest
- 4e etappe en eindklassement Ronde van Galicië

1999
- GP La Marseillaise
- 4e etappe Ruta del Sol
- Omloop Het Volk
- 7e etappe Parijs-Nice
- 4e etappe Driedaagse van De Panne (tijdrit)
- Luik-Bastenaken-Luik
- 17e en 20e etappe en puntenklassement Ronde van Spanje

2000
- 4e etappe Ster van Bessèges (ploegentijdrit)

2002
- GP Lucien Van Impe

2003
- GP Stad Kortrijk

2004
- GP Marcel Kint

2005
- GP Marcel Kint

2009
- 2e etappe Boucle de l'Artois (tijdrit)
- Dernycriterium van Waregem
- Dernycriterium van Bornem
- Belcanto Classic

### Resultaten in voornaamste wedstrijden
| Jaar | Ronde van Italië | Ronde van Frankrijk | Ronde van Spanje |
| ---- | ---------------- | ------------------- | ---------------- |
| 1994 |                  |                     |                  |
| 1995 |                  |                     |                  |
| 1996 |                  |                     |                  |
| 1997 |                  | 50e                 |                  |
| 1998 |                  |                     | opgave           |
| 1999 |                  |                     | 12e (2)          |
| 2000 |                  | opgave              |                  |
| 2001 |                  |                     |                  |
| 2003 |                  |                     | opgave           |
| 2004 |                  |                     |                  |
| 2006 |                  |                     |                  |

| Jaar | Milaan-San Remo | Gent-Wevelgem | Ronde van Vlaanderen | Parijs-Roubaix | Amstel Gold Race | Luik-Bast.‑Luik | Waalse Pijl | Clásica San Sebastián | Bretagne Classic |  | WK op de weg |  | Wereldranglijsten |
| ---- | --------------- | ------------- | -------------------- | -------------- | ---------------- | --------------- | ----------- | --------------------- | ---------------- |  | ------------ |  | ----------------- |
| 1994 |                 | 60e           |                      |                |                  |                 | 22e         |                       |                  |  | opgave       |  |                   |
| 1995 |                 |               |                      |                |                  |                 |             | 8e                    | 29e              |  |              |  |                   |
| 1996 | 20e             |               |                      |                | 21e              |                 |             | 40e                   | ↑                |  |              |  |                   |
| 1997 |                 |               |                      |                |                  |                 |             | 20e                   |                  |  |              |  |                   |
| 1998 | 136e            | Goud          |                      |                | 22e              | 6e              | ↑           | 21e                   |                  |  |              |  | 10e (UWB)         |
| 1999 | 48e             |               | ↑                    | 7e             | 25e              | ↑               |             |                       | 9e               |  | 7e           |  | (UWB)             |
| 2000 | 139e            |               |                      |                |                  |                 |             |                       |                  |  |              |  |                   |
| 2001 |                 |               |                      | opgave         | opgave           |                 |             |                       |                  |  |              |  |                   |
| 2003 | 114e            |               | ↑                    | opgave         | 19e              | 11e             | 24e         |                       | 50e              |  |              |  | 12e (UWB)         |
| 2004 | 66e             |               | 44e                  | opgave         | 18e              | 16e             | 7e          |                       |                  |  |              |  |                   |
| 2006 |                 |               | opgave               |                | opgave           |                 |             |                       |                  |  |              |  |                   |

## Familie
Vandenbroucke liet twee dochters na: één met Clothilde (Cameron, 1999) en één met Sarah (Margeaux, 2002).
Zijn oudste dochter Cameron Vandenbroucke reed in augustus 2018 op 19-jarige leeftijd haar eerste officiële wedstrijd in Lombardsijde, die ze meteen won. Vanaf 2019 reed ze voor de opleidingsploeg van Lotto Soudal Ladies. In december 2020 kondigde Cameron aan te stoppen met wielrennen.